# Nicht lange täuschte mich das Glück
Nicht lange täuschte mich das Glück ist ein deutsches Stummfilmmelodram aus dem Jahre 1917, einer der ersten deutschen Filme Pola Negris, die hier eine Doppelrolle spielt.

## Handlung
Graf Egon von Weissenfels hat sich während einer Bootsfahrt unstandesgemäß verliebt; seine Auserwählte ist Hilde, die in einem Kloster erzogene Tochter einer Frau Weller. Erwartungsgemäß missfällt diese als Mesalliance angesehene Verbindung dem gräflichen Vater sehr, der daraufhin einen Plan schmiedet, das junge Glück wieder auseinanderzubringen. Mit Hilfe seines Sekretärs und einer Vermittlerin engagiert der Vater die Tänzerin Ada Roselli, die Hilde täuschend ähnlich sieht. Noch ein wenig umgestylt und die Haare gefärbt, und schon ist das lose Luder Ada die kreuzbrave Hilde. In einer zweideutigen Kaschemme soll die falsche Hilde nun Graf Egon becircen und diesem eine „sündige“ Bacchanalszene vortanzen, in der Hoffnung, dass sich der gräfliche Jungspießer schockiert von Hilde trennt. 
Tatsächlich hat die Intrige Erfolg, und er schreibt Hilde in höchster moralischer Entrüstung einen Trennungsbrief. Zutiefst enttäuscht von ihrem adeligen Lover, geht Hilde daraufhin in ein Kloster, mit der Absicht, Nonne zu werden. Erst ein Jahr später erfährt Egon, inzwischen Majoratsherr, von den Hintergründen, die zu Hildes Entscheidung führten. Ada Roselli, inzwischen schwer erkrankt, wollte ihr Gewissen erleichtern und gesteht ihm nunmehr die Intrige. Nun will er die von allen Zweifeln des Makels gereinigte Hilde unbedingt zurückhaben. Er eilt ins Kloster … doch es ist zu spät: Als er ankommt läuten gerade die Glocken. Hilde hat soeben ihr Ordensgewand übergestreift und ist nun eine himmlische Schwester, deren Liebe einzig Gott gehört.

## Produktionsnotizen
Nicht lange täuschte mich das Glück, Pola Negris erster deutscher Film seit ihrer Übersiedelung von Warschau nach Berlin, entstand im Frühjahr 1917 im Saturn-Film Atelier in Berlins Große Frankfurter Straße. Der fünfaktige Film war je nach Fassung 1645 (Original 1917) bzw. 1497 (nach der Neuzensur 1921) Meter lang und passierte im April 1917 die Filmzensur. Die Uraufführung war im November 1917.

## Kritik
„Dieses Bild gibt der temperamentvollen und reizenden Pola Negri Gelegenheit, ihre Kunst in einer Doppelrolle zu zeigen. Die Virtuosität, mit der sie die beiden Charaktere auseinanderhält, ist bewundernswert … Auch die übrigen Darsteller sind gut gewählt, die Photographie, Handlung und Regie ist erstklassig.“

In Paimann’s Filmlisten ist zu lesen: „Stoff, Spiel, Photos und Szenerie sehr gut, Tanzszene ausgezeichnet“.